# روت آلوارز
روت آلوارز (انگلیسی: Ruth Álvarez؛ زادهٔ ۵ ژوئن ۲۰۰۰) بازیکن فوتبال اهل گینه استوایی است.